# Tâm trạng khi yêu
Tâm trạng khi yêu (Hoa phồn thể: 花樣年華, Hoa giản thể: 花样年华, bính âm: Huāyàng niánhuá, Hán Việt: Hoa dạng niên hoa, tạm dịch: Năm tháng vui vẻ trôi đi như những cánh hoa, tiếng Anh: In the Mood for Love) là một bộ phim kinh điển của điện ảnh Hồng Kông phát hành năm 2000 của đạo diễn Vương Gia Vệ với hai diễn viên chính Lương Triều Vỹ và Trương Mạn Ngọc. Bộ phim được xem là một trong những tác phẩm xuất sắc nhất của điện ảnh Châu Á.
Tạp chí Time Out New York đã bình chọn tác phẩm điện ảnh này là bộ phim hay nhất của thập kỷ, ca ngợi nó là "câu chuyện tình dang dở hoàn hảo của thiên niên kỷ mới". Năm 2009, bộ phim được CNN bình chọn là phim châu Á vĩ đại nhất mọi thời đại. Phim còn xếp thứ 3 trong danh sách "100 phim điện ảnh được yêu thích nhất thế kỷ" do khán giả của tạp chí Empire (Anh) bình chọn năm 2010, xếp thứ 3 trong "Top 100 phim xuất sắc nhất của điện ảnh châu Á" do chuyên gia của LHP quốc tế Busan bình chọn năm 2015. Năm 2016, chuyên trang điện ảnh của hãng tin nổi tiếng nhất thế giới BBC đã tiến hành một khảo sát kỳ công đối với 177 nhà phê bình phim danh tiếng. Kết quả khảo sát cho thấy Tâm trạng khi yêu là bộ phim điện ảnh vĩ đại thứ hai của màn ảnh cine thế giới trong thế kỷ 21 chỉ sau Mulholland Drive của đạo diễn người Mỹ David Lynch. Tâm trạng khi yêu được Steven Jay Schneider chọn vào danh sách "1001 phim phải xem trong đời".
Được đánh giá là một trong những bộ phim lãng mạn nhất trong lịch sử điện ảnh, tác phẩm của Vương Gia Vệ từ khi ra mắt đã nhận được nhiều lời khen từ những khán giả và giới chuyên môn trên toàn thế giới. Diễn xuất của bộ đôi diễn viên chính được giới phê bình đánh giá rất cao khi bộ phim vốn có rất ít lời thoại, toàn bộ biểu cảm của cả hai đã tạo nên những nhân vật sống động cho câu chuyện. Lương Triều Vỹ đã giành chiến thắng ở hạng mục Nam diễn viên chính xuất sắc nhất tại Liên hoan phim Cannes và Giải thưởng Điện ảnh Hồng Kông, trở thành diễn viên châu Á đầu tiên đạt được thành tích này, Trương Mạn Ngọc được trao giải Nữ diễn viên chính xuất sắc nhất tại giải Kim Mã.
Bộ phim đã được vinh danh tại rất nhiều giải thưởng điện ảnh quốc tế lớn, bao gồm giải Phim nước ngoài xuất sắc nhất tại Giải thưởng điện ảnh César (Pháp), giải Nam diễn viên xuất sắc nhất (Lương Triều Vỹ) và Kỹ thuật xuất sắc nhất (Christopher Doyle) tại Liên hoan phim Cannes, chiến thắng ở hạng mục Phim ngoại ngữ hay nhất và Quay phim xuất sắc nhất tại giải Tinh thần độc lập của Mỹ. Bộ phim còn được trao giải Phim xuất sắc nhất tại Giải thưởng của Viện Hàn lâm Phim châu Âu, Giải thưởng phim độc lập của Anh , Giải thưởng của Hiệp hội Phê bình Phim Quốc gia Mỹ, Giải thưởng Hiệp hội phê bình phim New York, Giải thưởng Điện ảnh Đức,...

## Tên phim
Tựa đề tiếng Trung của phim là Hoa dạng niên hoa (花样年华). Thông thường đây là cụm từ dùng để chỉ người phụ nữ ở giai đoạn đẹp nhất của họ tuy nhiên theo Vương Gia Vệ, tựa đề này dùng để chỉ giai đoạn những năm 1960 ở Hồng Kông, giai đoạn theo ông là đẹp nhất của hòn đảo này.
Trong phim đạo diễn cũng sử dụng bài hát tiếng Trung "Hoa dạng đích niên hoa" do Chu Tuyền trình bày trong một số cảnh phim, bài hát này được mở đầu bằng đoạn nhạc dạo lấy từ "Happy Birthday to You" và là ca khúc thích hợp nhất để ca ngợi vẻ đẹp và tuổi trẻ của người phụ nữ ở giai đoạn hoa dạng niên hoa.
Tựa đề tiếng Anh của phim dùng để phát hành quốc tế là In the Mood for Love (Tâm trạng khi yêu). Vốn suy nghĩ về tựa đề tiếng Anh của phim từ lâu, Vương Gia Vệ tình cờ mua được một đĩa nhạc của Bryan Ferry trong đó có ca khúc "I'm in the Mood for Love". Ngay lập tức đạo diễn cảm thấy tên này phù hợp với phim vì tựa đề phim là để nói tới "tâm trạng" của bộ phim, của giai đoạn chứ không phải đề cập tới nội dung phim.

## Cốt truyện
Bản mẫu:Spoiler
Họ cùng dọn nhà một ngày. Đó là hai cặp vợ chồng không quen biết cùng đến thuê hai căn buồng của hai gia đình sát vách nhau trong một chung cư nhiều căn hộ. Thuở ấy Hồng Kông còn nghèo lắm, đời sống thị dân chưa cao, những đôi vợ chồng mới cưới mà kinh tế thuộc hạng tầm tầm khó có khả năng kiếm được một tổ ấm cho riêng họ...
Ông Chu (Lương Triều Vỹ) làm ở tòa soạn báo, còn vợ ông - bà Chu - cũng đi làm nhưng thường làm ca đêm, chẳng ai biết bà ta làm gì. Bà Trương (Trương Mạn Ngọc) là thư ký riêng cho ông chủ một công ty môi giới vận tải, còn chồng bà - ông Trương - cũng chẳng ai hay làm gì, chỉ nghe nói ông thường xuyên đi nước ngoài. Người ta chỉ gặp mặt ông Chu và bà Trương sớm tối đi về căn hộ thuê mướn của họ, còn vợ - chồng của những ông bà ấy không mấy khi có mặt ở nhà. Một bữa ông Trương đi Nhật Bản về mua được chiếc nồi cơm điện (một phát minh mới của Nhật thời bấy giờ), cả xóm xúm lại xem xét và hết lời ca ngợi sự tiện lợi của nó. Ít lâu sau nhà ông Chu cũng có một cái, biết rằng ông Trương mua hộ, ông Chu mang tiền sang trả nhưng ông Trương bảo bà Chu đã trả rồi. Trả lúc nào ông Chu cũng không biết nữa. Bà Trương có một túi xách đẹp, rồi bà Chu cũng có - tuy khác màu - rõ ràng đây là hàng ngoại, Hồng Kông không thấy bán. Ông Chu được vợ tặng một chiếc cà vạt, ông Trương cũng có một chiếc y chang, mà ông ta lại khoái sử dụng chiếc đó. Những điều trùng hợp ấy làm ông Chu suy nghĩ mãi...
Một bên vợ thường vắng nhà, một bên chồng hay đi công tác xa, hai con người cô đơn ở lại trong hai căn phòng thuê mướn cùng đi về chung một cầu thang nên ra vào là giáp mặt. Lâu rồi thành quen, lúc đầu là câu hỏi lời chào xã giao, về sau là sự thân tình lối xóm, sau nữa là đôi chút vấn vương trong lòng... Họ đều còn rất trẻ, lại nặng trĩu một mối ưu tư về những người chung chăn gối với mình, đồng cảnh ngộ tự nhiên kết lại. Họ viện cớ để gặp nhau, tìm chuyện để thấy mặt, nhưng họ vẫn giữ một khoảng cách nhất định, không ai đủ can đảm xé rào vượt qua. Rồi đến một hôm ông Chu hẹn gặp bà Trương tại một quán ăn, họ bộc bạch những điều nghi vấn về người hôn phối của mình. Hóa ra cả hai đều biết từ lâu vợ và chồng của họ là một cặp nhân tình. Bà bị chồng lừa dối, ông bị vợ cắm sừng, họ cùng đau khổ và cùng muốn san sẻ sự phiền muộn trong lòng. Họ đến với nhau nhiều hơn, bữa dạo phố, bữa ăn hàng, một tô mì khi đói bụng, một bát chè lúc ốm đau cũng chứa đựng rất nhiều quan tâm lo lắng, họ giúp nhau viết sách, tập cách đối phó với người kia... nhưng tất cả đều có khoảng cách. Họ chẳng có gì xấu xa nhưng lại không muốn láng giềng dị nghị, họ đến khách sạn nhưng để làm việc và... suy tư sự đời, không có chuyện "mèo mả gà đồng", chẳng một lần "trên bộc trong dâu"... Họ không hề muốn "giống như những người kia". Họ thương thầm nhớ trộm, trái tim đập cùng một nhịp, cặp mắt ân cần gửi trao... nhưng luân thường đạo lý, gia phong nếp nhà, quan niệm xã hội cùng cả trăm thứ khác tạo nên một bức thành đồng vô hình mà hiện hữu ngăn cách họ. Hai người lủi thủi trên đường đời thường hỏi lòng và hỏi bạn: chẳng biết những người kia đang làm gì? Có những lúc người này buồn, người nọ dỗi nhưng chẳng bao giờ to chuyện. Họ lại nhớ nhau ngay đấy, ước ao gặp mặt nhau ngay để nói chuyện trên trời dưới biển, để thỏa lòng yêu thầm kín, và chỉ cần có thế, chẳng mong đợi gì hơn...
Một đôi lúc ông Chu bạo gan nói vài lời ý tứ sâu xa, có vài khi ông Chu lớn mật đụng chạm êm ái "vô tình", thì Bà Trương lại ý vị tránh né... Ông buồn rồi cạn nghĩ ước gì những người kia chẳng bao giờ về nữa. Ông lại ân hận tức thời trước ý nghĩ "tội lỗi" của mình. Biết tình cảm của hai người chẳng đi đến đâu, ông Châu theo bạn đi Singapore làm việc, mong thời gian chôn vết thương lòng... Nhiều năm sau đó, "vật đổi sao dời" họ trở về chốn xưa mong tìm lại chút dư hương của một thời thầm yêu mãi nhớ...
Một bộ phim tình cảm có cốt truyện độc đáo, tình tiết lãng mạn, bối cảnh êm đềm như một bài ca tình ái đậm đà hương vị Á Đông đã khắc họa cho ta "một thời để yêu, một thời để nhớ" khi trận phong hóa Tây phương chưa thổi bạt thuần phong mĩ tục Đông phương ngay trên mảnh đất nhượng địa. Ông Chu, bà Trương gặp nhau vì cảnh ngộ, chồng và vợ của họ là tình nhân của nhau chẳng biết tự bao giờ. Họ đến với nhau vì chung nỗi niềm, cảm thương nhau vì tấm lòng ưu ái, yêu mến nhau vì nội tâm thông hiểu. Họ đáng được hưởng hạnh phúc bên nhau lắm chứ, nhưng họ không đủ can đảm làm một cặp tình nhân đúng nghĩa, họ có lý do của họ, đó là: giữ sự thanh sạch trong lòng, tránh đi vào con đường dung tục "ông ăn chả, bà ăn nem" để mãi mãi nhớ đến nhau, trân trọng nhau, dù có phải... "niềm đau chôn giấu". Rồi một dịp ông Chu sang đất nước Chùa Tháp, đến viếng đền Angkor ông đã gửi tượng đá ngàn năm cất giữ nỗi niềm của mình thêm... ngàn năm nữa. Một cử chỉ tâm linh vừa lãng mạn như truyền thuyết ngày xưa lại nhuốm màu sắc triết lý Đông phương thâm trầm. Chính ý tưởng đó đã làm nên chất thơ của câu chuyện, và nó đi vào lòng người bởi sự cao đẹp của tâm hồn...
Còn cái đôi tình nhân vụng trộm đích thực kia - ông Trương và bà Chu - dù không thực sự hiện hữu trên màn ảnh, có chăng chỉ là đôi nét khuất tầm, mờ nhạt nhưng hành vi và tính cách của họ vẫn xuyên suốt chiều dài câu chuyện tạo nên một mối ám ảnh vô hình chi phối cả đời sống tình cảm, nội tâm của hai nhân vật chính.
Phong cách làm phim đặc sắc, ngôn ngữ biểu cảm thay cho lời thoại, hình ảnh nhiều ẩn ý, nội dung súc tích, đào sâu nội tâm con người trong một cộng đồng xã hội có mối quan hệ mật thiết khi mà những giá trị văn hoá tinh thần Á Đông còn tương đối sâu rễ bền gốc. Nhạc phim có chọn lọc, khi gợi buồn da diết, lúc tình tứ tuôn trào... Chuyện có lẽ xảy ra khoảng gần 50 năm trước nhưng thời gian có là gì bởi những cuộc tình đẹp sẽ còn sống mãi trong lòng chúng ta...

## Diễn viên
- Lương Triều Vĩ thủ vai Chu Mộ Văn.
- Trương Mạn Ngọc thủ vai Tô Lệ Trân. Trương Mạn Ngọc là lựa chọn duy nhất của Vương Gia Vệ cho vai diễn vì theo ông cô có được tất cả những yếu tố của một phụ nữ của giai đoạn những năm 1960 từ dáng vẻ, cử chỉ tới bề ngoài.[1]
- Phan Địch Hoa thủ vai Bà Tôn. Ca khúc do bà biểu diễn cũng được lồng vào Tâm trạng khi yêu.
- Tiêu Bỉnh Âm thủ vai A Bình, đồng nghiệp và là bạn của Chu Mộ Văn. Tiêu Bỉnh Âm là người phụ trách đạo cụ cho bốn phim của Vương Gia Vệ kể từ A Phi chính truyện, ông được Vương chọn đóng một vai trong Tâm trạng khi yêu vì đạo diễn cho rằng Siu có vẻ ngoài và phong cách mang âm hưởng của thập niên 1960. Vai A Bình được Vương Gia Vệ đưa vào phim chỉ khi Tâm trạng khi yêu đã quay được một nửa, đây là vai diễn nghiêm túc đầu tiên của Tiêu Bỉnh Âm, tuy hài lòng với vai diễn của mình nhưng Tiêu cho biết ông dự định sẽ tiếp tục nghề phụ trách đạo cụ của mình.[4]
- Lệ Tuyền thủ vai Ông Hồ, ông chủ công ty nơi Tô Lệ Trân làm việc. Lệ Tuyền từng là một diễn viên và là nhà sản xuất phim thành công ở Hồng Kông thập niên 1960, Tâm trạng khi yêu là bộ phim đầu tiên của ông sau một thời gian rất dài ngừng tham gia công nghiệp điện ảnh.[4]
- Tiễn Tự Anh thủ vai A Ma, người giúp việc của Bà Tôn. Là người Hồng Kông gốc Thượng Hải, sinh năm 1909, bà Tiễn tham gia Tâm trạng khi yêu khi đã hơn 90 tuổi.[4]

## Sản xuất

### Ý tưởng
Theo Vương Gia Vệ thì đã có nhiều phim làm về đề tài người gốc Thượng Hải ở Hồng Kông hoặc các nước châu Á khác nhưng ông không hài lòng với các bộ phim này vì chúng không khắc họa chính xác về cộng đồng người gốc Thượng Hải. Vốn sinh năm 1958 tại Thượng Hải, đạo diễn dự định sẽ làm một phim miêu tả chân thực về cộng đồng người gốc Thượng Hải ở Hồng Kông vào thập niên 1960. Sau khi Đảng Cộng sản Trung Quốc giành toàn bộ chính quyền tại Trung Quốc lục địa vào năm 1949, đã có rất nhiều người thuộc tầng lớp trung và thượng lưu Thượng Hải chạy tị nạn tới Hồng Kông. Cho tới những năm 1960 thì cộng đồng người gốc Thượng Hải sống gần như biệt lập ở hòn đảo này, họ nói tiếng Quan thoại chứ không sử dụng tiếng Quảng Đông như đa phần người Hồng Kông, họ cũng có văn hóa ẩm thực, thờ cúng riêng, thậm chí có hẳn một ngành công nghiệp phim tiếng Quan thoại để phục vụ cộng đồng người gốc Thượng Hải. Vương Gia Vệ đã lớn lên trong môi trường như vậy và ông muốn tái tạo lại những ký ức về giai đoạn đó bằng ngôn ngữ điện ảnh. Mọi hình ảnh trong Tâm trạng khi yêu về thập niên 1960 đều đẹp đẽ, theo Vương đó là vì chúng xuất phát từ ký ức của ông mà trong trí nhớ thì mọi thứ đều trở nên đẹp hơn. Tâm trạng khi yêu đôi khi được chuyển cảnh bằng một trích đoạn văn học ngắn, những trích đoạn này được Vương Gia Vệ lấy từ tiểu thuyết Tửu đồ (酒徒, 1963) của nhà văn Lưu Dĩ Sưởng, tác phẩm tạo cảm hứng và là tư liệu cho đạo diễn trong quá trình làm phim. Lưu Dĩ Sưởng vốn cũng là một nhà văn và nhà báo gốc Thượng Hải di cư tới Hồng Kông năm 1948, ông viết rất nhiều bài báo ở đủ mọi đề tài, tiểu thuyết Tửu đồ của ông được Vương Gia Vệ coi là một kho tư liệu tuyệt vời về cuộc sống ở Hồng Kông những năm 1960 đặc biệt là cách mọi người suy nghĩ vào giai đoạn đó.
Khi bắt đầu quay Tâm trạng khi yêu đạo diễn dự định truyện phim sẽ kéo dài từ năm 1962 tới 1972 vì tới đầu thập niên 1970 thì người Hồng Kông bắt đầu thay đổi gần như hoàn toàn về diện mạo và văn hóa ăn mặc. Bên cạnh đó kể từ những năm 1970, cộng đồng gốc Thượng Hải cũng bắt đầu hòa nhập với xã hội Hồng Kông nói chung và cộng đồng người gốc Thượng Hải của những năm 1960 chỉ còn tồn tại trong ký ức của những người sống qua giai đoạn này. Tuy nhiên do những hạn chế về tài chính, sức lực và kịch bản, Vương quyết định dừng bộ phim ở năm 1966. Đây là thời điểm rất đặc biệt của xã hội Hồng Kông khi ảnh hưởng của cuộc Cách mạng văn hóa ở Trung Quốc lục địa và những sự kiện bạo động ở Hồng Kông khiến cho rất nhiều người quyết định di cư khỏi hòn đảo.

### Kịch bản
Sau thành công của A Phi chính truyện (1990), đã có nhiều ý kiến đề nghị Vương Gia Vệ làm phần hai của bộ phim này và tới năm 1999 thì ông quyết định thực hiện Tâm trạng khi yêu, tác phẩm được coi là phần tiếp theo của A Phi chính truyện. Cùng lấy bối cảnh là Hồng Kông những năm 1960, điểm khác biệt đầu tiên của Tâm trạng khi yêu so với A Phi chính truyện là bộ phim năm 1999 nói về những người đã lập gia đình trong khi bộ phim năm 1990 đề cập tới những thanh niên độc thân. Do đã có rất nhiều phim khai thác đề tài quan hệ ngoại tình của những người đã lập gia đình nên Vương Gia Vệ quyết định nói tới một khía cạnh khác của những chuyện tình vụng trộm, đó là cách mọi người suy nghĩ và cư xử trong những câu chuyện này. Ông không muốn phán xét việc ai đúng, ai sai trong chuyện ngoại tình vì cho rằng đó là một ý tưởng nhàm chán, vì vậy Vương không cho nhân vật chồng của Tô Lệ Trân và vợ của Chu Mộ Văn xuất hiện trong Tâm trạng khi yêu, ông chỉ đề cập tới câu chuyện tình thông qua hai người trong cuộc là Tô và Chu.
Từ năm 1996 Vương Gia Vệ đã lập kế hoạch thực hiện một phim ở Bắc Kinh có tựa đề Mùa hè Bắc Kinh với Lương Triều Vỹ và Trương Mạn Ngọc thủ vai chính, tuy nhiên do nhiều khó khăn nên Vương đã phải bỏ dự án này và tới Argentina quay Xuân quang xạ tiết. Tới cuối thập niên 1990 thì Vương Gia Vệ quay lại với đề tài cũ, ông dự định thực hiện một phim gồm ba phần xoay quanh ẩm thực, trong đó một phần nói về nhà hàng và tiệm mì, một phần nói về chủ tiệm ăn nhanh cùng khách hàng và một phần nói về kẻ bắt cóc và người bị bắt cóc. Phần có những cảnh trong nhà hàng và ở tiệm mì ban đầu được dự định kéo dài khoảng 30 phút, nhưng sau đó Vương Gia Vệ quyết định kéo dài câu chuyện để thực hiện Tâm trạng khi yêu. Phần nói về chủ tiệm ăn nhanh và khách hàng sau đó cũng được Vương phát triển thành My Blueberry Nights (2008), phim nói tiếng Anh đầu tiên của đạo diễn. Ẩm thực trong Tâm trạng khi yêu được dùng như yếu tố thời gian vì thông qua những món ăn truyền thống Trung Hoa vốn thay đổi theo mùa, người xem có thể xác định được thời điểm của câu chuyện. Ví dụ khi bà Tôn mời Tô Lệ Trân ăn bánh, người xem có kiến thức về ẩm thực sẽ biết đó là thời điểm tháng 6, tháng 7 vì những loại rau nguyên liệu của món bánh đó chỉ có vào các tháng này trong năm. Là một bộ phim có phần lớn bối cảnh, chi tiết, âm nhạc, thời gian lặp đi lặp lại, theo Vương Gia Vệ, Tâm trạng khi yêu đề cập tới sự thay đổi thông qua những chi tiết nhỏ và tinh tế, đó là thực phẩm, trang phục của Tô Lệ Trân và nhất là những thay đổi rất nhỏ trong quan hệ giữa Tô và Chu Mộ Văn.
Bên cạnh những yếu tố truyền thống, trong Tâm trạng khi yêu Vương Gia Vệ còn sử dụng những chi tiết chịu ảnh hưởng từ những đạo diễn xuất sắc của điện ảnh phương Tây. Theo đạo diễn thì những cảnh đường phố trong Tâm trạng khi yêu là để gợi nhớ tới các tác phẩm Ý của Michelangelo Antonioni còn góc quay hẹp và cận cảnh trong văn phòng nhỏ thể hiện ảnh hưởng của đạo diễn Pháp Robert Bresson. Theo giới phê bình thì trong Tâm trạng khi yêu, Vương Gia Vệ còn thể hiện ảnh hưởng của nhiều nhà làm phim khác như David Lean với Brief Encounter (1945), Phí Mục với Tiểu thành chi xuân (1948), Douglas Sirk với All That Heaven Allows (1955) hay Naruse Mikio với Ukigumo (1955).

### Quay phim
Kể từ A Phi chính truyện, Christopher Doyle luôn là người phụ trách quay phim cho các phim của Vương Gia Vệ. Trong các phim trước của Vương, Doyle thường được giao toàn quyền quyết định về mặt hình ảnh cho phim và được tự do thử nghiệm theo ý mình, tuy vậy trong Tâm trạng khi yêu Vương Gia Vệ có yêu cầu rất cụ thể về chuyển động của máy quay cũng như các lớp cảnh và theo lời Trương Mạn Ngọc thì điều này làm Doyle cảm thấy khó chịu. Kết quả là Christopher Doyle rời đoàn làm phim sau 9 tháng khi Tâm trạng khi yêu mới quay được một phần ba. Người được Vương lựa chọn thay thế ở vị trí quay phim là Lý Bình Tân, nghệ sĩ chuyên phụ trách quay phim cho Hầu Hiếu Hiền, Lý cũng từng tham gia quay nhiều phim nghệ thuật của Hồ An Hoa, Trần Anh Hùng và từng cộng tác với Vương trong Đọa lạc thiên sứ. Theo Vương Gia Vệ thì sự cộng tác với Lý Bình Tân đòi hỏi ông phải kiểm soát cả về khung hình, ánh sáng, những yếu tố vốn được giao hoàn toàn cho Christopher Doyle trong các phim trước đó. Tuy vậy sự điều chỉnh này theo đạo diễn đã giúp phần hình ảnh gắn bó hơn với nội dung của phim.
Bối cảnh những năm 1960 của Tâm trạng khi yêu khiến Vương Gia Vệ rất khó khăn trong việc lựa chọn phần ngoại cảnh của phim ở Hồng Kông và Singapore, những thành phố hiện đại vốn gần như không còn dấu vết của những tòa nhà và đường phố cũ. Vì vậy bên cạnh phần nội cảnh quay trong trường quay tại Hồng Kông, phần ngoại cảnh của phim hoàn toàn được Vương Gia Vệ quay ở Phố Tàu tại Bangkok, Thái Lan, nơi mọi thứ vẫn giữ được nguyên vẹn dáng vẻ từ những năm 1960. Ý tưởng của Vương Gia Vệ cho cảnh kết của bộ phim là một bối cảnh rộng lớn nơi người xem có thể quan sát mọi thứ từ một khoảng cách xa, vì vậy các nhà sản xuất đã đề nghị Vương chọn Angkor Wat vì họ có mối quan hệ tốt ở Campuchia và phần ngoại cảnh của phim cũng quay ở ngay nước láng giềng của Campuchia là Thái Lan. Bản thân Vương sau khi xem một phim tài liệu cũng đã ấn tượng với vẻ đẹp của Angkor Wat, di tích theo ông là một bảo tàng về tình yêu, niềm đam mê, sự ghen tuông, vì vậy ông đã lập tức đồng ý với đề nghị của các nhà sản xuất và kết phim ở Angkor Wat. Để tạo lý do cho nhà báo Chu Mộ Văn tới Campuchia, Vương Gia Vệ đã tìm được một sự kiện lớn đó là chuyến thăm đất nước này của tổng thống Pháp Charles De Gaulle, một đoạn phim tư liệu về chuyến thăm này đã được Vương lồng vào Tâm trạng khi yêu.
Ban đầu Vương Gia Vệ dự định sẽ kết thúc quá trình quay phim vào tháng 8 năm 1999 tuy nhiên do khủng hoảng tài chính ở châu Á nên ông phải tạm ngừng quá trình sản xuất để tìm nguồn đầu tư mới cho phim, kết quả là mãi tới khi Liên hoan phim Cannes lần thứ 53 khai mạc (tháng 5 năm 2000) Tâm trạng khi yêu mới được hoàn thành để kịp tham gia dự thi chính thức. Một khó khăn khác khiến tốc độ sản xuất bị chậm lại đó là song song với việc làm Tâm trạng khi yêu, Vương Gia Vệ cũng bắt đầu thực hiện bộ phim tiếp theo của ông là 2046. Vì vậy trong khi tìm bối cảnh cho Tâm trạng khi yêu, Vương lại tìm được bối cảnh phù hợp hơn cho 2046 và ngược lại, kết quả là trong một phim khán giả đôi khi lại bắt gặp những yếu tố của phim kia. Do được tự sản xuất phim theo ý mình nên quá trình làm phim của Vương Gia Vệ thường chậm và kéo dài ngược hoàn toàn với cách sản xuất thông thường của các bộ phim Hồng Kông. Vương thậm chí phải dùng tới ngày khai mạc Liên hoan phim Cannes, nơi phim của ông thường được mời tham gia thi chính thức, để làm thời hạn cuối cùng cho quá trình làm phim, bộ phim 2046 của Vương Gia Vệ do hoàn thành quá muộn nên người ta đã phải dùng tới máy bay riêng để đưa phim vừa ghép phụ đề ở Paris bay tới Cannes mới kịp buổi chiếu chính thức của phim.

## Nhạc phim
Âm nhạc là yếu tố rất quan trọng trong phim của Vương Gia Vệ, ông thường cho quay phim và các diễn viên nghe trước nhạc nền của cảnh để có khái niệm về nhịp độ và màu sắc của cảnh quay. Trong Tâm trạng khi yêu, nhạc phim được Vương lựa chọn rất kĩ lưỡng vì theo ông nó vừa đóng vai trò tạo nhịp độ cho phim, vừa thể hiện nội dung phim. Những bài hát tiếng Tây Ban Nha do Nat King Cole trình bày được lồng vào phim để đề cập tới không khí của những năm 1960 tại Hồng Kông, giai điệu nhạc Latinh rất phổ biến ở hòn đảo này thông qua những ban nhạc người Philippines. Theo Vương Gia Vệ thì mẹ của ông là người rất yêu thích Nat King Cole thông qua những ca khúc Latinh phát trên radio vì vậy ông muốn đưa những bài hát Latinh phổ biến giai đoạn đó của Nat King Cole để đưa vào Tâm trạng khi yêu. Bên cạnh dòng nhạc Latinh, Vương Gia Vệ còn chọn nhiều bài hát tiếng Trung phổ biến của giai đoạn 1960 và một số trích đoạn nhạc truyền thống tiếng Quảng Đông vào phim. Diễn viên Phan Địch Hoa, người thủ vai bà Tôn, vốn từng là một ca sĩ nổi tiếng ở Hồng Kông thập niên 1960 thông qua những bài hát tiếng Anh, ca khúc Bengawan Solo do bà thu âm năm 18 tuổi cũng được Vương dùng làm nhạc nền cho phim, Pan còn ca khúc tiếng Quan thoại được lồng vào phim, đó là Lan hoa nữ chuyển thể từ ca khúc La Violetera. Trong đĩa nhạc phim Vương Gia Vệ còn đưa vào một số bài hát do Lương Triều Vĩ trình bày. Bản nhạc nền chính của phim có tựa đề Yumeji's Theme do Umegayashi Shigeru sáng tác cho bộ phim cùng tên của đạo diễn Suzuki Seijun. Vương Gia Vệ lựa chọn bản nhạc này cho Tâm trạng khi yêu vì theo ông nó phản ánh được tâm trạng và suy nghĩ của Tô Lệ Trân cùng Chu Mộ Văn trong chuyện tình của hai người. Trong tác phẩm kế tiếp của đạo diễn là 2046, nhạc của Umegayashi cũng được sử dụng làm nhạc nền chính cho phim. Bài hát được Vương sử dụng làm tựa đề tiếng Anh cho phim, I'm in the Mood for Love ban đầu cũng được đạo diễn dự định lồng vào phim, tuy nhiên sau đó ông đã không dùng bài hát này của Bryan Ferry vì cho rằng nó không hợp với tác phẩm. Bên cạnh những tác phẩm có sẵn, Vương Gia Vệ còn mời nhạc sĩ Michael Galasso sáng tác thêm một số bản nhạc cho phim. Đạo diễn trước đó từng chọn nhạc của Galasso cho bộ phim Trùng Khánh Sâm Lâm.

### Danh sách ca khúc
| - Đĩa 1 1. "Yumeji's Theme" (Umegayashi Shigeru) - 2:29 2. "Thoại của Chu Mộ Vân" (Lương Triều Vĩ) - 0:09 3. "Angkor Wat Theme" (Michael Galasso) - 12:12 4. "ITMFL I" (Michael Galasso) - 2:09 5. "Aquellos Djos Verdes" (Nat King Cole) - 2:12 6. "Shuang Shuang Yan" (Beng Bai Ying) - 2:53 7. "ITMFL II" (Michael Galasso) - 1:03 8. "Hoa dạng đích niên hoa" (Chu Tuyền) - 3:18 9. "Quizas, Quizas, Quizas" (Nat King Cole) - 2:45 10. "Bengawan Solo" (Phan Địch Hoa) - 2:51 11. "ITMFL III" (Michael Galasso) - 1:32 12. "Si Lang Tan Mu" (Tan Xin Pei) - 0:21 13. "Zhuang Tai Bao Xi" (Zhu Xue Qing & Xie Hui Jun) - 1:13 14. "Blue" (Michael Galasso) - 5:44 15. "Hong Nian Hui Zhang Sheng" (Zheng Jun Mian & Li Hong) - 1:59 16. "Te Quiero Dijiste" (Nat King Cole) - 2:42 17. "Angkor Wat Theme II" (Michael Galasso) - 2:05 18. "Yue Er Wan Wan Zhao Jiu Zhou" (Chiu Wai Ping) - 3:10 19. "Casanova / Flute" (Michael Galasso) - 2:18 20. "Yumeji's Theme" (Umegayashi Shigeru) - 2:44 21. "Angkor Wat Theme Finale" (Michael Galasso) - 0:21 | - Đĩa 2 1. I'm in the Mood for Love (Bryan Ferry) - 4:19 2. Thoại của Tô Lệ Trân (Trương Mạn Ngọc) - 0:08 3. Angkor Wat Theme III (Michael Galasso) - 2:06 4. Gun (Michael Galasso) - 4:07 5. Qing Tan (Quan Xiang & Lu Jin Hua) - 0:59 6. Maria Elena (Nat King Cole) - 2:42 7. Dang Zhe Ni Hui Lai (Bai Guang) - 3:00 8. Sang Yuan Ji Zi (Tan Xin Pei) - 0:53 9. Perfidia (Nat King Cole) - 2:20 10. Mặt đối mặt (Lương Triều Vĩ) - 2:51 11. Casanova III (Michael Galasso) - 1:41 12. Angkor Wat Theme IV (Michael Galasso) - 2:08 13. Solamente Una Vez (Nat King Cole) - 2:47 14. Lan hoa nữ (Phan Địch Hoa) - 2:52 15. Tiao Dou (remix) (Lương Triều Vĩ) - 3:37 16. Shuang Ma Hui (Zhang Yun Xian & Hou Li Jun) - 0:50 17. Yumeji's Theme - Extended Version (Umegayashi Shigeru) - 3:03 18. Hoa dạng niên hoa (remix) (Lương Triều Vĩ & Ngô Lập Kì) - 3:10 19. Thoại của Chu Mộ Văn (Lương Triều Vĩ) - 0:07 |

## Nhận xét
Sau khi công chiếu, Tâm trạng khi yêu đã nhận được đánh giá rất cao từ giới phê bình. Thống kê từ trang web phê bình điện ảnh Rotten Tomatoes cho thấy phim được chấm 88%. Điểm của Tâm trạng khi yêu trên một trang web phê bình khác là Metacritic cũng rất cao, 85%, thống kê từ 27 bài phê bình. Trong số báo ra tháng 2 năm 2001, tạp chí Time đánh giá Tâm trạng khi yêu là bộ phim "không thể bỏ lỡ" đầu tiên của năm 2001 với cách xây dựng hết sức nghệ thuật thế giới của sự quyến rũ, giả dối và đau khổ. Edward Guthmann trên tờ San Francisco Chronicle cho rằng Tâm trạng khi yêu tương tự như Brief Encounter của David Lean cùng là những bộ phim đề cập tới tình cảm bị kìm nén, và mặc dù Vương Gia Vệ không cho khán giả được thỏa mãn bằng một cái kết dứt khoát, đạo diễn đã quá hào phóng khi chia sẻ cho người xem tài năng của ông trong việc chuyển tải cảm xúc, sự khao khát và tâm trạng lên màn ảnh. Bộ phim của Vương Gia Vệ được Desson Howe của tờ Washington Post đánh giá là bộ phim gợi cảm nhất của năm vì Vương Gia Vệ đã biết cách khơi gợi cảm xúc mà không cần tới diêm hay gỗ, Howe cho rằng bộ phim đề cập tới mối tình của Tô và Chu một cách tinh tế thông qua tâm trạng của mỗi người, thêm vào đó là những góc quay đáng nhớ khiến phim chắc chắn sẽ khiến người xem phải xúc động. Nhà phê bình Roger Ebert chấm phim 3/4 sao, ông cho rằng đây là một bộ phim của cảm xúc không thể bùng nổ với một tình yêu không được đáp lại, Ebert đánh giá cảnh sáng tạo nhất của phim là khi Tô và Chu đóng giả cảnh vợ chồng vì đó chính là thời điểm hai người thực sự bộc lộ cảm xúc của mình.
Trên trang Film.com, Tâm trạng khi yêu được chọn vào danh sách 20 phim hay nhất của bộ sưu tập Criterion DVD, người biên tập danh sách Amanda Mae Meyncke cho rằng qua bộ phim, Vương Gia Vệ đã chứng tỏ mình là bậc thầy trong phim lãng mạn khi ông tạo nên được sự tương tác hoàn hảo giữa những khoảnh khắc rất nhỏ của vẻ đẹp bằng phần hình ảnh xúc động và âm nhạc hợp lý.
Tâm trạng khi yêu cũng được Steven Jay Schneider chọn vào tác phẩm đồ sộ của ông 1001 Movies You Must See Before You Die (1001 phim phải xem trước khi chết), ông cho rằng hầu như mọi cảnh trong phim đều tỏa sáng nhờ diễn xuất tuyệt vời của Lương Triều Vỹ, Trương Mạn Ngọc cùng những cảnh quay nghệ thuật và phần nhạc phim lôi cuốn.
Tâm trạng khi yêu được những người yêu phim chấm 8,1/10 điểm, xếp hạng #233 tại trang web điện ảnh IMDb. Đây là bộ phim nói tiếng Hoa được chấm điểm và có thứ hạng cao nhất tại chuyên trang điện ảnh này.

## Xếp hạng và đánh giá quốc tế
- Xếp thứ nhất trong Top 10 phim châu Á hay nhất mọi thời đại của CNN (Mỹ)
- Xếp thứ nhất trong Top Phim châu Á hay nhất thập kỷ do tạp chí Time Out New York (Mỹ) bình chọn
- Xếp thứ 2 trong Top 100 bộ phim vĩ đại nhất của thế kỷ 21 do chuyên trang điện ảnh của BBC (Anh) bình chọn
- Xếp thứ 3 trong Top 100 phim điện ảnh được yêu thích nhất thế kỷ do khán giả của tạp chí Empire (Anh) bình chọn
- Xếp thứ nhất trong Top 10 phim tiếng Hoa được yêu thích nhất do khán giả bình chọn của Tạp chí điện ảnh Sight & Sound của Viện điện ảnh Anh Quốc
- Xếp thứ nhất trong 100 phim Hồng Kông hay nhất mọi thời đại do tạp chí TimeOut HK thực hiện nhân dịp kỷ niệm 100 năm nền điện ảnh Hồng Kông.
- Xếp thứ 3 trong Top 100 phim châu Á hay nhất mọi thời đại do các chuyên gia điện ảnh bình chọn tại Liên hoan phim quốc tế Busan lần thứ 20.
- Xếp thứ 5 trong Top 50 bộ phim nói tiếng nước ngoài xuất sắc nhất thế giới do chuyên trang điện ảnh Playlist bình chọn
- Xếp thứ 9 trong Top 100 phim tiếng hoa xuất sắc nhất do các chuyên gia điện ảnh Trung Quốc bình chọn lại LHP Kim Mã 2011
- Xếp thứ 5 trong Top 10 bộ phim có nhạc nền hay nhất thế kỷ 21 do do chuyên trang điện ảnh Playlist bình chọn
- Top 100 phim đáng xem nhất mọi thời đại do các chuyên gia tại LHP quốc tế Toronto bình chọn
- Top 200 phim kinh điển của điện ảnh tiếng Hoa do Hội Phê Bình Điện ảnh Hồng Kông bình chọn năm 2010
- Top phim Trung Quốc được yêu thích nhất mọi thời đại do khán giả bình chọn nhân dịp kỷ niệm 100 năm điện ảnh Trung Quốc
- Top 103 phim tiếng Hoa hay nhất trong vòng 100 năm do các nhà làm phim bình chọn tại LHP Kim Tượng lần thứ 24
- Top 250 bộ phim hay nhất của chuyên trang IMDb

## Giải thưởng
Bộ phim đã được vinh danh tại rất nhiều giải thưởng điện ảnh quốc tế lớn, bao gồm giải Phim nước ngoài xuất sắc nhất tại Giải thưởng điện ảnh César (Pháp), giải Nam diễn viên xuất sắc nhất (Lương Triều Vỹ) và Kỹ thuật xuất sắc nhất (Christopher Doyle, Lý Bình Tân, Trương Thúc Bình) tại Liên hoan phim Cannes, chiến thắng ở hạng mục Phim ngoại ngữ hay nhất và Quay phim xuất sắc nhất (Christopher Doyle) tại giải Tinh thần độc lập (Independent Spirit Awards) của Mỹ. Bộ phim còn được vinh danh Phim xuất sắc nhất tại Giải thưởng của Viện Hàn lâm Phim châu Âu (European Film Academy), Giải thưởng phim độc lập của Anh (British Independent Film Awards), Giải thưởng của Hiệp hội Phê bình Phim Quốc gia Mỹ (National Society of Film Critics), Giải thưởng Hiệp hội phê bình phim New York (New York Film Critics Circle), Giải của Hiệp hội phê bình phim Los Angeles, Giải thưởng Điện ảnh Đức (German Film Award),...Tại lễ trao Giải thưởng Điện ảnh Hồng Kông lần thứ 20, Tâm trạng khi yêu được đề cử ở hầu hết các giải thưởng chính và giành được 5 giải với hai hạng mục chính Nam và Nữ diễn viên chính xuất sắc nhất cho Lương Triều Vỹ và Trương Mạn Ngọc. Ở Liên hoan phim châu Á - Thái Bình Dương tổ chức tại Hà Nội, phim đã giành giải Quay phim xuất sắc nhất (cho Christopher Doyle, Lý Bình Tân) và Biên tập phim xuất sắc nhất (cho Trương Thúc Bình), Trương Thúc Bình cũng là người được trao giải Kim Mã cho trang phục và hóa trang xuất sắc, hạng mục mà ông từng chiến thắng ở Giải thưởng Điện ảnh Hồng Kông. Lương Triều Vỹ và Trương Mạn Ngọc còn được bình chọn là cặp đôi màn ảnh đẹp nhất của điện ảnh Hoa ngữ mọi thời đại.
| Danh sách giải thưởng và đề cử của Tâm trạng khi yêu                      | Danh sách giải thưởng và đề cử của Tâm trạng khi yêu |
| Giải BAFTA                                                                | Giải BAFTA                                           |
| ------------------------------------------------------------------------- | ---------------------------------------------------- |
| Phim ngoại ngữ nhất                                                       | Đề cử                                                |
| Liên hoan phim Cannes                                                     |                                                      |
| Nam diễn viên chính xuất sắc nhất (Lương Triều Vỹ)                        | Giành giải                                           |
| Kỹ thuật xuất sắc nhất (Christopher Doyle, Lý Bình Tân, Trương Thúc Bình) | Giành giải                                           |
| Giải Phim châu Âu                                                         |                                                      |
| Phim ngoài châu Âu xuất sắc nhất (Vương Gia Vệ)                           | Giành giải                                           |
| Giải César                                                                |                                                      |
| Phim nước ngoài xuất sắc nhất                                             | Giành giải                                           |
| Giải thưởng Điện ảnh Hồng Kông                                            |                                                      |
| Phim hay nhất                                                             | Đề cử                                                |
| Đạo diễn xuất sắc nhất (Vương Gia Vệ)                                     | Đề cử                                                |
| Nam diễn viên chính xuất sắc nhất (Lương Triều Vỹ)                        | Giành giải                                           |
| Nữ diễn viên chính xuất sắc nhất (Trương Mạn Ngọc)                        | Giành giải                                           |
| Nữ diễn viên phụ xuất sắc nhất (Phan Địch Hoa)                            | Đề cử                                                |
| Diễn viên mới xuất sắc nhất (Tiêu Bỉnh Âm)                                | Đề cử                                                |
| Quay phim xuất sắc nhất (Christopher Doyle, Lý Bình Tân)                  | Đề cử                                                |
| Biên tập xuất sắc nhất (Trương Thúc Bình)                                 | Giành giải                                           |
| Chỉ đạo nghệ thuật xuất sắc nhất (Trương Thúc Bình)                       | Giành giải                                           |
| Phục trang và trang điểm xuất sắc nhất (Trương Thúc Bình)                 | Giành giải                                           |
| Nhạc phim xuất sắc nhất (Michael Galasso)                                 | Đề cử                                                |
| Giải Kim Mã 2001                                                          |                                                      |
| Nữ diễn viên chính xuất sắc nhất (Trương Mạn Ngọc)                        | Giành giải                                           |
| Quay phim xuất sắc nhất (Christopher Doyle, Lý Bình Tân)                  | Giành giải                                           |
| Phục trang và trang điểm xuất sắc nhất (Trương Thúc Bình)                 | Giành giải                                           |
| Liên hoan phim châu Á - Thái Bình Dương 2000                              |                                                      |
| Quay phim xuất sắc nhất (Christopher Doyle, Lý Bình Tân)                  | Giành giải                                           |
| Biên tập phim xuất sắc nhất (Trương Thúc Bình)                            | Giành giải                                           |
| Giải Tinh thần độc lập                                                    |                                                      |
| Phim nước ngoài xuất sắc nhất (Vương Gia Vệ)                              | Đề cử                                                |
| Giải của Hiệp hội phê bình phim Los Angeles                               |                                                      |
| Quay phim xuất sắc nhất (Lý Bình Tân)                                     | Giành giải                                           |
| Phim ngoại ngữ hay nhất                                                   | Giành giải                                           |
| Giải của Hiệp hội phê bình phim Hoa Kỳ (National Society of Film Critics) |                                                      |
| Quay phim xuất sắc nhất (Christopher Doyle, Lý Bình Tân)                  | Giành giải                                           |
| Phim ngoại ngữ hay nhất                                                   | Giành giải                                           |
| Giải của Hiệp hội phê bình phim New York (New York Film Critics Circle)   |                                                      |
| Quay phim xuất sắc nhất (Christopher Doyle, Lý Bình Tân)                  | Giành giải                                           |
| Phim ngoại ngữ hay nhất                                                   | Giành giải                                           |

### So sánh với các phim khác của đạo diễn
Sau khi hoàn thành Tâm trạng khi yêu, Vương Gia Vệ cho biết đây có lẽ là tác phẩm khó khăn nhất ông từng thực hiện và cũng là một trong những phim quan trọng nhất của ông, nhiều ý kiến cũng cho rằng đây là tác phẩm vào loại xuất sắc nhất của đạo diễn và là đại diện tiêu biểu cho điện ảnh Hồng Kông. Ngoài những khác biệt về mặt kịch bản, Tâm trạng khi yêu theo Vương Gia Vệ còn có phong cách thực hiện chân thực và chi tiết hơn nếu so với phần trước của phim là A Phi chính truyện. Ngoài ra hai bộ phim có rất nhiều điểm chung như phần nhạc nền Latinh, không khí hoài cổ khác lạ và những nhận xét nhẹ nhàng, tinh tế về tâm trạng nhân vật. Về tuyến nhân vật, Tâm trạng khi yêu cũng là phim đầu tiên của Vương Gia Vệ chỉ tập trung vào hai nhân vật chính do Trương Mạn Ngọc và Lương Triều Vĩ thủ vai, trong khi ở các phim trước đó tuyến nhân vật của Vương Gia Vệ thường đa dạng và do nhiều diễn viên tên tuổi đảm nhận. Đối với Vương Gia Vệ thì khó khăn lớn nhất cho hai diễn viên chính là Tâm trạng khi yêu có rất ít thoại, nhân vật chỉ có thể biểu lộ cảm xúc, suy nghĩ thông qua ánh mắt, cử chỉ. Đây là trở ngại lớn cho Lương Triều Vỹ vì trong các phim trước đó của đạo diễn, vai của Lương thường kiêm luôn người dẫn chuyện và anh có rất nhiều thoại cũng như lời thuyết minh để biểu lộ suy nghĩ, trong khi đó với Tâm trạng khi yêu, vai Chu Mộ Văn gần như không có thoại và hoàn toàn không có thuyết minh để bộc lộ quan điểm, theo đạo diễn thì Lương Triều Vỹ đã vượt qua được khó khăn này và hoàn thành rất tốt vai diễn. Vai của Lương Triều Vĩ được giới phê bình đánh giá rất cao khi anh giành chiến thắng ở hạng mục Vai nam chính trong cả Liên hoan phim Cannes và Giải thưởng Điện ảnh Hồng Kông. Theo lời Lương Triều Vĩ thì vai diễn của anh sẽ không thể tốt như vậy nếu thiếu bạn diễn Trương Mạn Ngọc, người luôn muốn tìm hiểu kĩ lưỡng cốt truyện trước mỗi cảnh quay. Với Trương Mạn Ngọc thì quá trình quay kéo dài của Tâm trạng khi yêu ban đầu khiến cô nản chí nhưng sau đó lại giúp Trương có thời gian để hiểu nhân vật và nhập vai tốt hơn, theo cô thì việc có được hơn một năm tham gia quá trình quay là điều may mắn hiếm có trong ngành công nghiệp điện ảnh hiện đại. Với vai Tô Lệ Trân, Trương Mạn Ngọc đã được trao giải Nữ diễn viên chính xuất sắc nhất tại giải Kim Mã.
Gần như đồng thời với Tâm trạng khi yêu, Vương Gia Vệ cũng bắt đầu thực hiện bộ phim tiếp theo của ông là 2046, tác phẩm này còn có thời gian quay kéo dài hơn cả Tâm trạng khi yêu và mãi tới Liên hoan phim Cannes năm 2004 nó mới được ra mắt công chúng. Trong nhiều cuộc phỏng vấn Vương Gia Vệ đã khẳng định rằng 2046 không phải là phần tiếp theo của Tâm trạng khi yêu mà nó đúng hơn là một biến thể hay một hệ quả của bộ phim ra đời năm 2000. Trong cả hai tác phẩm, chi tiết cất giấu bí mật vào một cái lỗ rồi lấp kín lại đều được nhắc tới, theo Vương Gia Vệ thì ông bắt gặp chi tiết này trong một cuốn sách và muốn sử dụng nó đồng thời cho cả hai tác phẩm.